# Bárbara Luz
Bárbara Luz (* 28. Mai 1993 in Coimbra) ist eine ehemalige portugiesische Tennisspielerin.

## Karriere
Luz spielt hauptsächlich auf Turnieren des ITF Women’s Circuit, bei denen sie bislang drei Einzel- und einen Doppeltitel gewann. Auf der WTA Tour trat sie bislang nur beim Turnier in Oeiras an, für das sie vom Veranstalter jeweils eine Wildcard erhielt.
Ihre besten Weltranglistenplatzierungen erreichte sie im Einzel im Mai 2014 mit Rang 368 und im Doppel im Oktober 2014 mit Position 446.
Ab 2013 gehörte sie zum Aufgebot der portugiesischen Fed-Cup-Mannschaft; in ihrer Fed-Cup-Bilanz stehen zwei Siegen neun Niederlagen gegenüber; sie verlor alle drei Einzelpartien.
Seit dem 23. Juni 2014 ist sie auf der Damentour nicht mehr angetreten; seit Juli 2015 wird sie in den Weltranglisten nicht mehr geführt. Im Februar 2015 nahm sie noch an den Fed-Cup-Begegnungen Portugals gegen Bulgarien und gegen Weißrussland teil.
Im Juni 2016 kehrte sie nach zweijähriger Abwesenheit für zwei ITF-Turniere in Portugal auf die Damentour zurück.

## Turniersiege

### Einzel
| Nr. | Datum         | Turnier    | Kategorie   | Belag     | Finalgegnerin  | Ergebnis        |
| --- | ------------- | ---------- | ----------- | --------- | -------------- | --------------- |
| 1.  | 16. März 2013 | Hyderabad  | ITF $10.000 | Hartplatz | Ankita Raina   | 4:6, 7:65, 7:63 |
| 2.  | 23. März 2013 | Hyderabad  | ITF $10.000 | Hartplatz | Ankita Raina   | 2:6, 6:3, 6:1   |
| 3.  | 2. Juni 2013  | Cantanhede | ITF $10.000 | Hartplatz | Alice Balducci | 6:3, 2:6, 7:5   |

### Doppel
| Nr. | Datum             | Turnier    | Kategorie   | Belag     | Partnerin           | Finalgegnerinnen                         | Ergebnis |
| --- | ----------------- | ---------- | ----------- | --------- | ------------------- | ---------------------------------------- | -------- |
| 1.  | 15. November 2013 | Sant Jordi | ITF $10.000 | Hartplatz | Nuria Párrizas Díaz | Sowjanya Bavisetti Lucía Cervera Vázquez | 7:5, 6:4 |